# Bernardo O'Higgins
Bernardo O'Higgins Riquelme (Chillán, 20 agosto 1778 – Lima, 24 ottobre 1842) è stato un generale e politico cileno di origini irlandesi, insignito del titolo di Padre della patria e primo capo di stato del Cile col titolo di Director Supremo dal 1818 al 1823.

## Biografia

### La guerra per l'indipendenza
Figlio naturale del viceré spagnolo del Perù, Ambrosio O'Higgins, venne inviato dal padre a studiare in Europa, dove aderì però agli ideali liberali dell'indipendenza americana. Ripudiato dal padre per le sue idee politiche (1800), rientrò a Chillán e collaborò coi capi del movimento rivoluzionario a partire dal cabildo abierto del 18 settembre 1810. Arruolatosi nell'esercito cileno, ne assunse il comando in seguito alle dimissioni del generale José Miguel Carrera (1813), sconfisse gli spagnoli e li costrinse a firmare il patto di Lircay (1814). Rovesciato con la forza da Carrera, O'Higgins dovette mettersi ai suoi ordini, per poi fuggire in Argentina dopo la vittoria spagnola di Rancagua (2 agosto 1814). A Mendoza O'Higgins partecipò all'organizzazione dell'Esercito delle Ande con cui il generale argentino José de San Martín liberò il Cile e il Perù. Dopo la vittoria sugli spagnoli a Chacabuco (12 febbraio 1817), O'Higgins fu proclamato, per rinuncia di San Martín, Director Supremo del Cile e comandante dell'Ejército de Chile.

### Il governo
O'Higgins proclamò solennemente l'indipendenza della Repubblica del Cile il 12 gennaio 1818, e promulgò una costituzione provvisoria, poi rinnovata nel 1822. Istituì un'accademia militare ed una navale, organizzò una flotta e la affidò all'avventuriero britannico Thomas Cochrane, perché proseguisse assieme a San Martín la guerra contro gli spagnoli nel Perù. In politica interna prese una serie di provvedimenti per ridurre il potere dell'oligarchia economica e del clero, istituì l'Instituto e la Biblioteca Nacional, ma non aumentò la libertà di stampa. Ottenne un prestito britannico e aumentò le tasse per pagare le opere pubbliche, la ricostruzione del Paese e la guerra in Perù. Buon amministratore, ma troppo autoritario, si rese impopolare per i suoi metodi (tra l'altro fece fucilare José Miguel Carrera e i suoi fratelli). Le sue proposte per un'ulteriore modifica della costituzione, ritenute dispotiche e dittatoriali, portarono alla ribellione del generale Ramón Freire e alla sollevazione delle province di Concepción e di Coquimbo (1822).

### L'esilio
Il 28 gennaio 1823 O'Higgins si dimise ed andò in esilio in Perù, dove partecipò con Simón Bolívar alla battaglia di Ayacucho e visse in una tenuta donatagli dal governo peruviano. Le sue spoglie furono riportate in patria nel 1869. In suo onore, la provincia cilena di Rancagua fu chiamata O'Higgins. Come altri protagonisti delle guerre d'indipendenza ispanoamericane (Benito Juárez, José de San Martín, Francisco de Miranda e Simón Bolívar), O'Higgins fu membro della Massoneria.